# Столярская, Данута Альфредовна
Дану́та Альфре́довна Столя́рская (при рождении Дану́та Ба́рбара Столя́рская, пол. Danuta Barbara Stolarska; 18 июля 1929, Познань или Мещановка, Саратовский округ, Нижне-Волжский край — 14 июня 2011, Москва) — советская киноактриса, заслуженная артистка РСФСР (1983).

## Биография
Данута Столярская родилась 18 июля 1928 года в городе Познань, по другим данным — в селе Мещановка Саратовского округа Нижне-Волжского края (ныне посёлок Татищево Саратовской области). Её отец, Альфред Карлович Бем-Столярский , польский коммунист, в 1930—1931 годах  — заместитель руководителя балканской секции Профинтерна, а в 1931—1936 годах — секретарь Международной организации моряков и портовых рабочих. 25 июля 1936 года, во время Большого террора, он был арестован и 25 декабря 1937 года расстрелян. Мать 8-летней Дануты постигла та же участь (умерла в 1943 году в лагере; по другим данным — вслед за мужем была арестована и расстреляна), после чего девочка осталась круглой сиротой.
Начинала обучение в театральном училище в Горьком, училась там с 1948 по 1950 год, затем поступила во ВГИК, в мастерскую Бориса Бибикова и Ольги Пыжовой, окончила ВГИК в 1955 году. Её сокурсниками были Руфина Нифонтова, Изольда Извицкая, Юрий Белов, Надежда Румянцева, Майя Булгакова.
С 1955 по 1957 год работала в Государственном театре киноактёра, в 1957 году перешла на киностудию им. М. Горького. После конфликта с руководством киностудии в апреле 1990 года прекратила актёрскую карьеру.
Характерная актриса, исполнительница небольших ролей и эпизодов в фильмах 1950—1980-х годов.
Уйдя на пенсию, поселилась в пригороде Москвы с семьёй дочери. 
Скончалась от сердечного приступа 14 июня 2011 года. Похоронена на Химкинском кладбище, участок 153а.

## Семья
Муж — кинорежиссёр Владимир Саруханов (1934—1999), дочь — актриса Нина Саруханова (род. 1966). Внуки: Валентина, Софья и Филипп.

## Фильмография
- 1955 — Случай с ефрейтором Кочетковым — Валя Градская
- 1956 — Пролог — Катя
- 1956 — Тайна вечной ночи — Лена Турчина, ассистент Денисова
- 1958 — Счастье надо беречь — Лариса
- 1958 — Гроза над полями — Нина
- 1959 — Друзья-товарищи — Вера Алексеевна
- 1960 — Рождённые жить — Наташа
- 1961 — Когда деревья были большими — соседка Кузьмы по коммуналке
- 1962 — Как рождаются тосты — сотрудница треста
- 1962 — Мы вас любим — Нина
- 1963 — Я шагаю по Москве — Аня, жена брата Коли
- 1963 — Сгорел на работе
- 1963 — Большой фитиль — официантка («Дачурка»)
- 1964 — Они шли на Восток — врач партизанского отряда
- 1964 — Всё для вас — Каткова, кандидат химических наук
- 1965 — Рано утром — начальник отдела кадров
- 1966 — Верность матери — Антонина Ивановна, жена Дмитрия Ульянова
- 1968 — Новые приключения неуловимых
- 1969 — Песнь о Маншук
- 1970 — Поезд в завтрашний день
- 1971 — Корона Российской империи, или Снова неуловимые — дама в зелёном
- 1971 — У нас на заводе — секретарь
- 1971 — Смертный враг — кулачка
- 1971 — Ехали в трамвае Ильф и Петров — сотрудница редакции
- 1971 — Достояние республики — актриса
- 1972 — Правила без исключений
- 1972 — Земля, до востребования — Анка Скарбек
- 1973 — Надежда — Елизавета Васильевна Крупская
- 1973 — Ткачихи — Лена
- 1973 — Последний подвиг Камо — гостья на свадьбе
- 1973 — За облаками — небо — Елизавета Руднева
- 1974 — Помни имя своё — Наталья
- 1974 — Морские ворота — мать
- 1974 — Жребий — жена Игнатьева
- 1976 — Два капитана — жена начальника училища
- 1977 — Блокада — Ольга Берггольц
- 1978 — Конец императора тайги — Евдокия Тихоновна
- 1978-1984 - Огненные дороги - Медынская
- 1979 — Необыкновенное лето — Ольга Адамовна
- 1979 — Город принял — пострадавшая
- 1979 — Происшествие — мать Гоги
- 1980 — Мелодия на два голоса — Анна Ивановна
- 1980 — Ленинградцы, дети мои… — журналистка
- 1981 — По следу резвого коня
- 1981 — Не ставьте Лешему капканы… — Ольга Николаевна
- 1981 —  Они были актёрами — эпизод
- 1982 — Слёзы капали — администратор гостиницы
- 1982 — Нам здесь жить — Шереметьева
- 1982 — Мать Мария
- 1983 — Прости меня, Алёша
- 1985 — Соучастие в убийстве — миллионерша
- 1985 — Грядущему веку
- 1986 — Алмазный пояс
- 1986 — За явным преимуществом — Вера Алексеевна
- 1987 — Случай в аэропорту — квартирная хозяйка
- 1988 — Щенок — Софья Александровна
- 1988 — Осень, Чертаново…
- 1989 — Маленький человек в большой войне — врач
- 1989 — Бархан

### Дубляж
- 1959 — Командир отряда
- 1964 — Лимонадный Джо — Виннифред (Ольга Шоберова)
- 1966 — В джазе только девушки — Душечка (Мэрилин Монро)
- 1971 — Поклонись огню — Уркуя Салиева (Таттыбуу Турсунбаева)
- 1989 — Хон Гиль Дон